# Земфира от Луки
«Земфира от Луки» — рок-группа, основанная Земфирой Рамазановой и её племянником Артуром Рамазановым-Остапенко, также известным как Лука. В проекте Земфира отвечает за вокал, а Артур — практически за всю инструментальную часть.

## История
О группе стало известно, когда в стриминговых сервисах появился мини-альбом «Земфира от Луки», работа над которым велась летом 2022 года в Париже, куда Земфира уехала после начала вторжения России на Украину, и Лондоне, где жил её племянник и соавтор Артур Рамазанов-Остапенко. Незадолго до выхода мини-альбома, Рената Литвинова, приятельница Земфиры, сообщила о приближающемся релизе, а в социальных сетях певицы появилась фотография, на которой изображён портрет девочки азиатской внешности, пропущенный через красный фильтр, и цифры «20220810», позднее снимок стал обложкой мини-альбома, вышедшего 8 октября 2022 года. На следующий день, 9 октября 2022 года, Земфира отправилась в гастрольный тур в поддержку своего седьмого студийного альбома «Бордерлайн», выпущенного в феврале 2021 года, в ходе которого неоднократно исполняла одну из песен мини-альбома — «Апероль».
В декабре 2024 года без предварительного анонсирования коллектив выпустил песню «Dramatique». Релиз был приурочен к Рождеству. На обложке сингла Земфира предстала в кардинально новом имидже: окружённая ветвями деревьев, певица была запечатлена с длинными белыми волосами, что вызвало удивление поклонников и СМИ.

## Реакция критики
Критики по-разному отозвались о группе в своих рецензиях на мини-альбом «Земфира от Луки». Алексей Мажаев в InterMedia заметил, что «новый мини-альбом впроброс и даже немного неловко намекает на мировые события» и «демонстрирует увлечение Земфиры минималистичным электронным звуком», обратил внимание на то, что «Земфира отказалась от своего болезненного перфекционизма настолько, что взяла в соавторы своего племянника», и оценил мини-альбом на 8/10. Музыкальный критик Олег Кармунин критически отнёсся к мини-альбому, в интервью «БИЗНЕС Online» он посчитал, что «Земфира выбрала самые неподходящие слова в виде песен». Борис Барабанов писал про «ощущение жизни на повышенной скорости, стремление всё успеть» в песне «II», обратил внимание на аранжировку песни «Апероль», в которой Лука, по его мнению, «очень эффектно использовал по-киношному богатое оркестровое звучание синтезаторов», и указал на «разрывающую сердце лирику» песни «Мой друг», назвав её «типичной „финальной песней Земфиры“». Катерина Воскресенская в «Time Out» сравнила песню «II» с «набором телефонных заметок — сиюминутных наблюдений за внешним и внутренним миром» и услышала в ней «попытку отыскать опору и утешение», а песню «Мой друг» — с песней «Друг» из альбома Земфиры «Вендетта», уточнив, что она не оставляет после себя никакой надежды. Сергей Уваров в «Известиях» назвал дебютный мини-альбом группы «депрессивно-истерическим».

## Состав группы
- Земфира Рамазанова — вокал
- Артур Рамазанов-Остапенко — бас, гитара, акустическая гитара, клавишные, синтезаторы

В записи мини-альбома «Земфира от Луки» также участвовали:
- Хьюго Ли — саксофон (дорожка 4)
- Жером Девуаз — сведение
- Дмитрий Емельянов — сведение вокала
- Мэтт Колтон — мастеринг

В записи сингла «Dramatique» также участвовали:
- Йоэль — барабаны
- Юшик Шин — сведение
- Дмитрий Емельянов — сведение вокала
- Джордж Шиллинг — мастеринг
- Анастасия Владимирская — оформление

## Дискография

### Мини-альбомы
| 2022                | «Земфира от Луки» \| № \| Название \| Текст песни \| Музыка \| Длительность \| \| ------------------- \| ------------------- \| ------------------------- \| ------------------------- \| ------------ \| \| 1. \| «II» \| Земфира Рамазанова \| Земфира Рамазанова \| 4:16 \| \| 2. \| «Время не щадит» \| Артур Рамазанов-Остапенко \| Артур Рамазанов-Остапенко \| 3:49 \| \| 3. \| «Апероль» \| Земфира Рамазанова \| Артур Рамазанов-Остапенко \| 3:29 \| \| 4. \| «Мой друг» \| Земфира Рамазанова \| Земфира Рамазанова \| 4:52 \| \| Общая длительность: \| Общая длительность: \| Общая длительность: \| Общая длительность: \| 16:26 \| | 8 октября 2022            |                           |              |
| №                   | Название | Текст песни               | Музыка                    | Длительность |
| 1.                  | «II» | Земфира Рамазанова        | Земфира Рамазанова        | 4:16         |
| 2.                  | «Время не щадит» | Артур Рамазанов-Остапенко | Артур Рамазанов-Остапенко | 3:49         |
| 3.                  | «Апероль» | Земфира Рамазанова        | Артур Рамазанов-Остапенко | 3:29         |
| 4.                  | «Мой друг» | Земфира Рамазанова        | Земфира Рамазанова        | 4:52         |
| Общая длительность: | Общая длительность: | Общая длительность:       | Общая длительность:       | 16:26        |

### Синглы
| Год  | Название     | Дата выхода     |
| ---- | ------------ | --------------- |
| 2024 | «Dramatique» | 25 декабря 2024 |